# 大分県立海洋科学高等学校
大分県立海洋科学高等学校（おおいたけんりつ かいようかがく こうとうがっこう）は、大分県臼杵市にある県立の全日制高等学校である。

## 沿革
1944年に創立した水産を専門とする高等学校であったが、2012年4月に、本校の前身である大分県立海洋科学高等学校、大分県立津久見高等学校、大分県立臼杵商業高等学校の3校を統合して、新たに大分県立津久見高等学校が設けられ、海洋科学高校はその分校の大分県立津久見高等学校海洋科学校となった。海洋科学校は、引き続き海洋科学高校の敷地に置かれ、在学生は新設された津久見高校海洋科学校に移籍した。
しかし、漁業従業者や船員の不足や、法改正によって1学年1学級が認められるようになったといった状況の変化を踏まえて、海洋科学校は再び単独校化されることになり、2017年3月に閉校。同年4月に新たに大分県立海洋科学高等学校が設けられた。

### 年表
- 1944年 - 大分県立臼杵農水産学校として創立。
- 1948年 - 大分県立臼杵高等学校第四部（水産科）に改称。
- 1949年 - 大分県立臼杵高等学校港町校舎（水産科）に改称。
- 1951年 - 大分県立海部高等学校に改称。
- 1953年 - 大分県立水産高等学校に改称。
- 1993年 - 大分県立海洋科学高等学校に改称。
- 2012年
  - 3月 - 大分県立海洋科学高等学校閉校。
  - 4月 - 海洋科学高校、臼杵商業高校、津久見高校を統合して、新たに大分県立津久見高等学校及びその分校の大分県立津久見高等学校海洋科学校が開校。
- 2017年
  - 3月 - 大分県立津久見高等学校海洋科学校閉校。
  - 4月 - 大分県立海洋科学高等学校開校。

## 学科
本科
- 海洋科
  - 水産コース
    - 航海系
    - 機関系

  - 食品コース・食品系

かつては海洋生産科・海洋技術科の2学科があったが、2009年より海洋科の1学科1クラスとなった。
専攻科
- 海洋技術専攻科
  - 航海コース
  - 機関コース

## 実習船
漁業実習船・新大分丸を保有し、ハワイ沖などで遠洋航海実習が行われている。
新大分丸は2000年に進水した4代目の実習船で、499総トン、全長56.96m（垂線間長48.50m）、全幅9.40m、全高6.25m。大分県臼杵市の下ノ江造船株式会社で建造された。
老朽化が進んでいるため、新造船を香川県立多度津高等学校と共同で運行する事となり、2019年4月17日に練習船｢翔洋丸｣が竣工した。翔洋丸は、全長64.37メートル、総トン数は673トン、航海速度約12.5ノット、最大搭載人員82名、信号符字は7KEQ。宮城県石巻市の株式会社ヤマニシで建造された。。

## 著名な出身者
- 板井圭介 - 大相撲力士
- 玉響克己 - 大相撲力士（中退）
- 福田哲也 - ラグビー選手
- 司忍 - 六代目山口組組長